# Lista de aeronaves de Santos Dumont
Ao longo de sua carreira, o pioneiro da aviação Alberto Santos-Dumont projetou, construiu e demonstrou uma variedade de aeronaves — balões, dirigíveis, monoplanos, biplanos e um helicóptero. Pesquisas demonstram que o inventor possa ter criado um número ainda maior de aeronaves.

## Lista
| Modelo | Imagem |
| --- | ------ |
| 1898 |        |
| Brésil (balão) — Envelope de seda japonesa e 113 m3 de capacidade. Seu primeiro voo foi em 4 de julho de 1898. |        |
| L'Amérique (balão); 500m³ de hidrogênio e 10 metros de diâmetro, sendo capaz de carregar alguns passageiros, mas sem controle, com o qual enfrentou tempestades e acidentes. |        |
| Nº 1 (dirigível) — voado pela primeira vez em 18 de setembro de 1898. Tinha um envelope cilíndrico com extremidades cônicas contendo um balonete ligado a uma bomba de ar: 25 m de comprimento, 3,5 m de diâmetro e 180 m3 de capacidade. Uma cesta quadrada foi suspensa a partir de ripas de madeira contidas em bolsos no envelope e um leme coberto de seda equipado atrás e acima da cesta. Alimentado por um motor De Dion de 3 cavalos de potência montado do lado de fora e na frente da cesta, conduzindo uma pequena hélice de duas lâminas. A inclinação podia ser controlada movendo um par de sacos de lastro. Manobrava bem, mas o balonete era pequeno demais para manter a rigidez necessária do envelope, e a perda de pressão causou sua destruição no seu segundo voo no dia 20 de setembro. |        |
| 1899 |        |
| Nº 2 (dirigível) — Uma ampliação do Nº 1, com uma capacidade de 200 m3. Em sua primeira tentativa, em 11 de maio de 1899, começou a chover depois de que tinha sido inflado, refrigerando o hidrogênio e assim fazendo-o contrair. O envelope começou a dobrar ao meio e foi pego por uma rajada de vento e jogado sobre árvores próximas. Ele não foi reparado. |        |
| Nº 3 (dirigível) — mais curto e de maior diâmetro do que os anteriores, tinha o objetivo de evitar a perda do formato devida à falta de pressão interna que tinha levado à sua perda. Tinha 20,11 m de comprimento, 7,472 m de diâmetro e capacidade de 500 m3. Uma quilha de bambu foi suspensa do envelope e a cesta mais abaixo. Nenhum balonete foi montado. Inflado com gás de carvão, não de hidrogênio. Teve seu primeiro voo em 13 de novembro de 1899. |        |
| 1900 |        |
| Nº 4 (dirigível) — 39 m de comprimento, com um diâmetro de 5,1 m e capacidade de 420 m3 de gás. Nº 4 diferiu consideravelmente dos modelos anteriores, não só na forma do envelope, mas no arranjo da quilha, que agora carregava o motor, um Buchet de 7 cavalos, e o piloto, que ficava sentado no selim de uma bicicleta. Uma hélice de trator foi montada na frente da quilha. Um balonete e bomba foram montados, e Santos Dumont, tendo adquirido uma usina de geração de hidrogênio, voltou a usar hidrogênio como gás. O motor mais tarde substituído por um de quatro cilindros refrigerado a ar e envelope aumentado para 33 m. |        |
| 1901 |        |
| Le Fatum (balão) — O Le Fatum foi um balão construído por Santos Dumont e Emmanuel Aimé com o objetivo de realizarem experimentos de equilíbrio aerostático com o equipamento Thermosphére, desenvolvido por Emmanuel Aimé. Era uma aeronave alongada com 7 metros de altura e 310 metros cúbicos. O primeiro voo ocorreu em 30 de maio de 1901. |        |
| Nº 5 (dirigível) — Construído para tentar ganhar o prêmio Henry Deutsch de la Meurthe por um voo desde o campo de voo do Aero-Club de France em Saint-Cloud até a Torre Eiffel e de volta dentro de 30 minutos. Usou o envelope alargado do Nº 4, a partir do qual uma gôndola triangular feita de pinho foi suspensa. Outras inovações incluem a utilização de corda de piano para suspender a gôndola, reduzindo em muito o arrasto, e a inclusão de tanques de água como lastro. Alimentado por um motor refrigerado a ar de 12 hp e 4 cilindros movendo uma hélice propulsora. Voado pela primeira vez em 11 de julho de 1901: um longo voo foi feito no dia seguinte e uma tentativa ao prêmio de la Meurth no dia 13: o voo de ida foi realizado em dez minutos, mas o retorno foi prejudicado por um vento e levou meia hora. Chegando em St Cloud, o motor falhou e o dirigível foi soprado para árvores vizinhas, danificando o envelope. Uma segunda tentativa ao prêmio foi feita em 8 de agosto, mas terminou em desastre: após alcançar a torre em oito minutos, a aeronave começou a perder de hidrogênio devido a uma válvula defeituosa. A deflação parcial do envelope fez com que alguns dos fios suspensos danificassem a hélice: Santos-Dumont então parou o motor, deixando a aeronave não só sem energia, mas sem qualquer forma de inflar o balonete para manter a forma do envelope. Impotente, a aeronave foi soprada de volta para a torre e para cima de um telhado do Hotel Trocadero, estourando o envelope com um ruído descrito em alguns relatos da imprensa como uma explosão, mas que Santos-Dumont compara a um saco de papel arrebentando. Santos-Dumont foi deixado precariamente suspenso acima do pátio do hotel, mas foi resgatado pela brigada de incêndio de Paris. A aeronave foi completamente danificada e só o motor foi recuperado. |        |
| Nº 6 (dirigível) — a construção iniciou-se imediatamente após a perda do Nº 5, e concluída no início de setembro. Era semelhante ao Nº 5 mas com um envelope maior de 22 m de comprimento e capacidade de 622 m3. Ganhou o Prêmio Deutsch de la Meurthe em 19 de outubro de 1901. |        |
| 1902 |        |
| Nº 7 (dirigível) — Uma aeronave rápida para competições, construída para competir a prêmios de aviação na Exposição Universal de 1904. Antes das competições, o envelope do dirigível foi sabotado, impedindo-o de competir. Tinha um envelope de seda com revestimento duplo de 50 m de comprimento, 7,92 m de diâmetro e capacidade de 1260 m3. Ele era alimentado por um motor refrigerado a água de 60 hp conduzindo duas hélices, uma na frente e uma na parte de trás da gôndola. |        |
| Nº 8 — Cópia do Nº 6 para o colecionador estadunidense Edward Boyce, tendo realizado um único voo. Um artigo de outubro de 1902 do L'Aérophile diz que o dirigível foi feito para George Francis Kerr, secretário do Aeroclube de Nova Iorque, e foi pilotado por Edward Boyce. |        |
| 1903 |        |
| Nº 9 Baladeuse — Construído como o menor dirigível que Santos-Dumont considerava possível. Originalmente tinha capacidade de 220 m3: posteriormente ligeiramente aumentada para 261 m3. Também foi comprado por Edward Boyce. |        |
| Nº 10 (dirigível) — às vezes chamado de Omnibus, este foi destinado ao transporte de doze passageiros, além do piloto e um segundo membro da tripulação. Tinha 48 m de comprimento, 8,5 m de diâmetro e 2010 m3 de capacidade. O piloto e o motor Clément refrigerado a água de 46 hp e quatro cilindros ocupavam uma gôndola de seção triangular descoberta e suspensa 2 m abaixo do envelope, com uma hélice coberta de tecido no final: uma segunda gôndola suspensa 10 m abaixo desta segurava as três cestas para passageiros e um assistente do piloto. Fez apenas voos de teste. |        |
| 1905 |        |
| Nº 11 (balão): O Nº11 foi um balão dirigível com um envelope de 34 metros de comprimento, um volume de 1,200 m', com um motor de 16HP, sendo capaz de conter cinco pessoas (incluindo o piloto). Foi comprado por um estadunidense. |        |
| Nº 12 (helicóptero)— Dois rotores de 6 m de diâmetro feitos de seda envernizadas esticada sobre um quadro de bambu. Alimentado por um motor Antoinette de 25 hp. |        |
| No. 13 (dirigível) — Uma curiosa aeronave composta, que consiste de um envelope ovóide cheio de hidrogênio de 19 m de comprimento, 14,5 m de diâmetro e capacidade de 1902 m3, com um segundo envelope cônico de 171 m3 anexado abaixo: este foi enchido de ar que pode ser aquecido por um queimador. Destruído no hangar durante uma tempestade. |        |
| Nº 14-a (dirigível) — Um dirigível com 41 metros de comprimento, 3,4 de diâmetro, 186 de cubagem e um motor de 14 CV. Realizou um curto voo em 12 de junho de 1905. |        |
| Nº 14-b (dirigível) — Modificação do dirigível anterior devido a falta de estabilidade. 20m de comprimento, 6 de diâmetro e um motor de 16 CV. Foi testado entre 21-25 de agosto de 1905. |        |
| 1906 |        |
| Oiseau de Proie (14-bis) (avião) — Criado em junho de 1906, recebeu o nome 14-Bis devido ao fato de estar acoplado ao dirigível 14. |        |
| Oiseau de Proie I (avião) — Aeronave com 4m de altura, 10 de comprimento, 12 de envergadura, trem de pouso com duas rodas e um motor Levavasseur de 24 CV. Testado num cabo de aço e puxado por um asno em 29 de julho de 1906 para testar os comandos da aeronave. Em agosto de 1906 foi adicionado uma pequena roda traseira. Testado no dia 21 de agosto de 1906, o eixo do motor se quebrou. No dia 22 as hélices alcançaram 1,400 rotações por minuto. No dia 23, alcançou 25 km/h no gramado. Em 3 de setembro de 1906, colocou um motor de 50 CV e nos dias 4 e 7 de setembro de 1906 atingiu 35 km/h no gramado e saltou 7 metros. |        |
| Deux Amériques (balão) — Balão esférico com hélices horizontais usado na Copa Gordon Bennett. |        |
| Oiseau de Proie II (avião) — Modificação do modelo anterior com as asas envernizadas e sem a roda traseira. Decolou no dia 23 de outubro de 1906 as 16h45m, ficando 6s no ar, atingindo 3m de altura e atravessando 60 metros, vencendo o Prêmio Archdeacon. |        |
| Oiseau de Proie III (avião) — Em novembro de 1906 voou por 220 metros, tendo "...aerofólios octogonais entre as asas." |        |
| 1907 |        |
| Oiseau de Proie IV (avião) — Voou 30 metros em abril de 1907. No dia 4 de abril, após voar cerca de 50 metros, caiu, sendo destruído. |        |
| Nº 15 (avião) — Biplano alimentado por um motor Antonieta de 50 hp montado acima da asa superior. Asas de grande proporção, abrangendo 11 m com uma corda de apenas 60 cm, dando uma área de superfície de 13 m2, divididas em três compartimentos por superfícies verticais ao longo da corda. Diedro pronunciado como o 14bis, equipado com ailerons na frente das asas. As asas eram cobertas com 3 mm de madeira compensada Okoume. O trem de pouso consistia de uma única roda, montada na junção da parte da frente da asa inferior e o tailskid. A cauda do biplano era carregada em um par de lanças de bambu colocadas um acima da outra e lateralmente presas às asas por cabos de aço. Danificado durante ensaios de taxiamento em 27 de março de 1907, posteriormente reparado e equipado com um 100 Antonieta V-16, mas nunca voou com sucesso. |        |
| Nº 16 (dirigível híbrido) — 21 m de comprimento, 3 m de diâmetro e capacidade de 99 m3. Equipado com um elevador frontal hexagonal e uma superfície de elevação central de 4 m, este foi um dirigível híbrido incapaz de voar dependendo exclusivamente de flutuação aerostática e necessitava de sustentação aerodinâmica para voar. Testado sem sucesso, em 8 de julho de 1907. |        |
| Nº 17— Parecido com o número 15, mas com um motor Levavasseur de 100 cv, que não chegou a ser testado. Foi conhecido como “La Sauterelle”. |        |
| Nº 18 — Não é um avião, mas um "hidro-flotteur" movido a hélice e alimentado por um motor Antonieta V-16 de três pás de hélice e repousado sobre um central float alongado estabilizado por floats menores de ambos os lados. |        |
| Nº 19 Demoiselle — O primeiro Demoiselle. |        |
| Nº 19Bis Demoiselle — Criado em novembro de 1907, possui-a asas reforçadas e um motor na parte inferior. Não chegou a ser testado. |        |
| 1908 |        |
| Nº 20 Demoiselle — Uma modificação do Nº 19, considerada a primeira aeronave ultraleve prática. |        |
| 1909 |        |
| Nº 21 Demoiselle — Equivalente ao modelo anterior, mas com outro motor. |        |
| Nº 22 Demoiselle — Utilização do que havia sido aprendido anteriormente. |        |